# Eodorcadion ornatum
Eodorcadion ornatum är en skalbaggsart som först beskrevs av Franz Faldermann 1833.  Eodorcadion ornatum ingår i släktet Eodorcadion och familjen långhorningar. Inga underarter finns listade i Catalogue of Life.